# Campeonato Sergipano de Futebol de 1933
O Campeonato Sergipano de Futebol de 1933 foi a 11º edição da divisão principal do campeonato estadual de Sergipe. O campeão foi o Sergipe que conquistou seu 7º título na história da competição.

## Premiação
| Campeonato Sergipano de 1933 |
| Aracaju                      |
| ---------------------------- |
| Sergipe Campeão (7º título)  |